# Roussieux
Roussieux ist ein Ort und eine französische Gemeinde mit 24 Einwohnern (Stand 1. Januar 2022) im Département Drôme in der Region Auvergne-Rhône-Alpes (vor 2016 Rhône-Alpes). Sie gehört zum Arrondissement Nyons und zum Kanton Nyons et Baronnies.

## Lage
Roussieux liegt etwa 85 Kilometer südöstlich von Valence. Der Fluss Eygues begrenzt die Gemeinde im Norden. Umgeben wird Roussieux von den Nachbargemeinden Saint-André-de-Rosans im Norden und Nordosten, Chauvac-Laux-Montaux im Osten, Montauban-sur-l’Ouvèze im Südosten, Montguers im Süden, Saint-Auban-sur-l’Ouvèze im Südwesten sowie Montferrand-la-Fare im Westen und Nordwesten.

## Bevölkerungsentwicklung
| Jahr                       | 1962 | 1968 | 1975 | 1982 | 1990 | 1999 | 2006 | 2019 |
| -------------------------- | ---- | ---- | ---- | ---- | ---- | ---- | ---- | ---- |
| Einwohner                  | 24   | 22   | 14   | 12   | 14   | 22   | 24   | 24   |
| Quellen: Cassini und INSEE |      |      |      |      |      |      |      |      |

## Sehenswürdigkeiten
- Kirche Sainte-Anne im Ortsteil Bardin

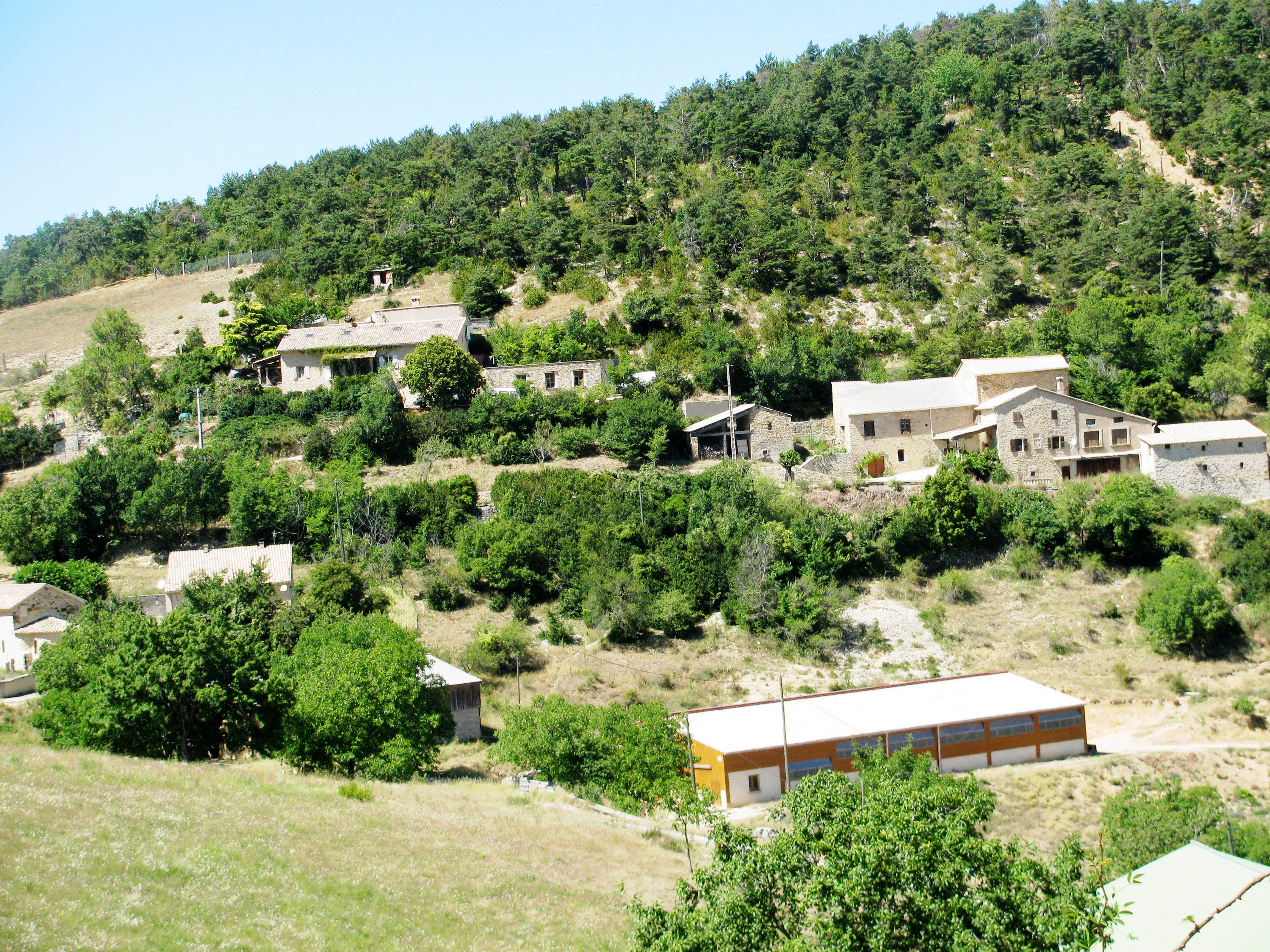
Blick auf Roussieux
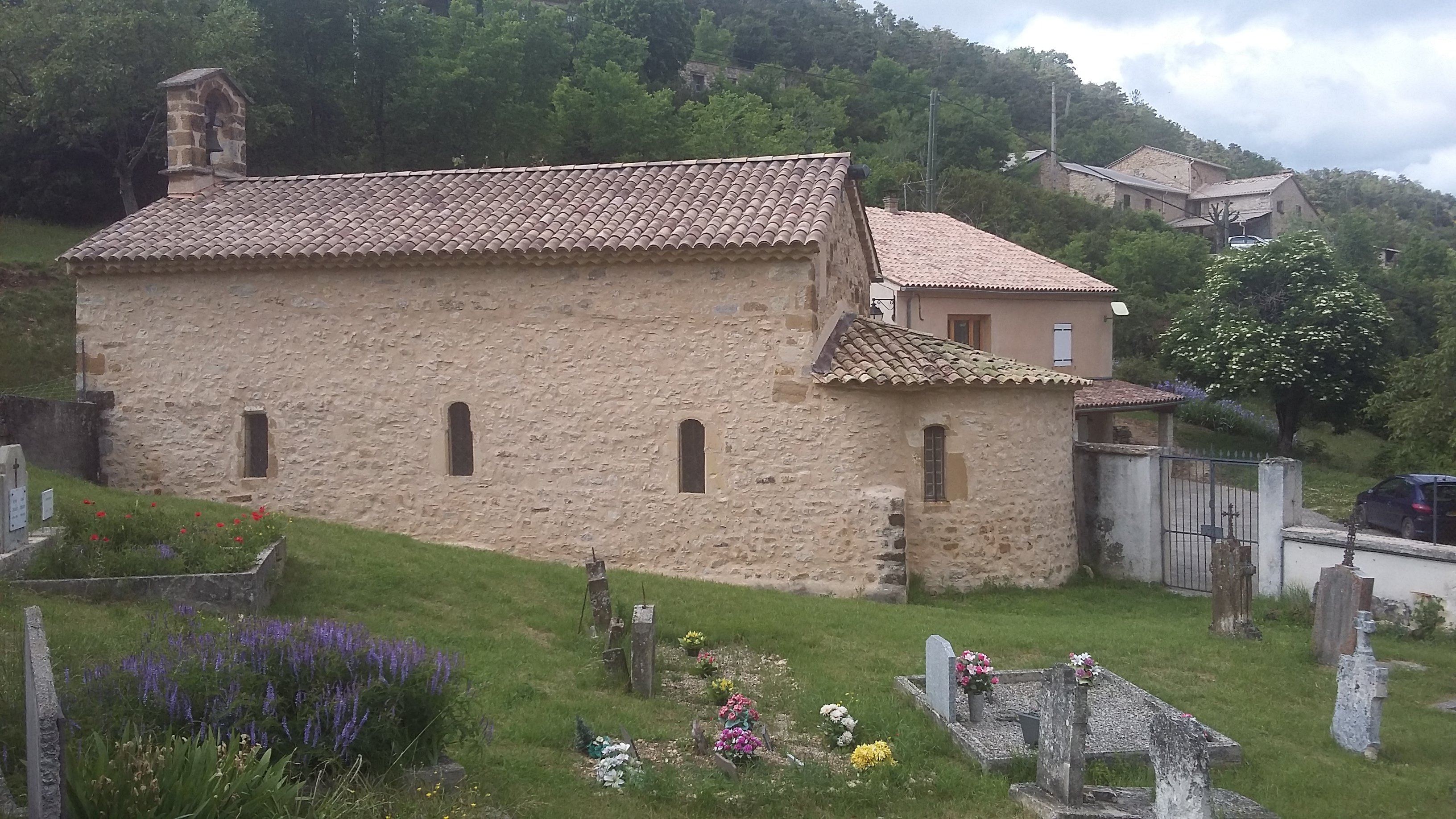
Kirche Sainte-Anne